# 덱스터 잭슨

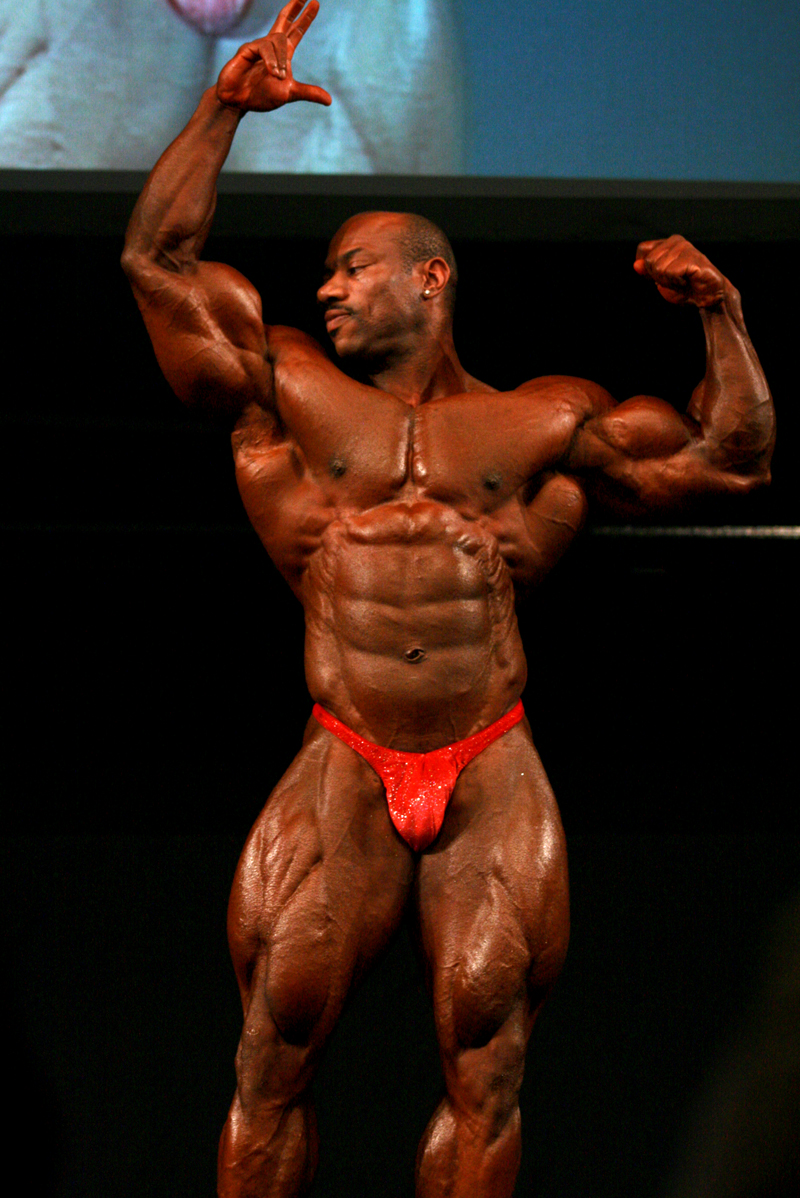
덱스터 잭슨

덱스터 잭슨(Dexter Jackson, 1969년 11월 25일 ~ )은 미국의 보디빌더이다.